# Karl von Auersperg
Karl Wilhelm Philipp, 8.º Príncipe de Auersperg, Duque de Gottschee (en alemán: Karl Wilhelm Philipp Fürst von Auersperg, Herzog von Gottschee; 1 de mayo de 1814 en Praga - 4 de enero de 1890 en Praga) fue un noble y estadista bohemio y austriaco. Sirvió como el primer Ministro-Presidente de la Cisleitania y como el primer Presidente de la Casa de los Señores austriaca (Herrenhaus).

## Biografía
El 8.º Príncipe de Auersperg, Karl Wilhem, era heredero de una de las más prominentes familias principescas del Sacro Imperio Romano Germánico, cuyo principado soberano fue mediatizado por el Imperio austriaco tras la mediatización alemana de la era postrevolucionaria. Se convirtió en jefe de la Casa principesca a la edad de trece años a la muerte de su padre, Wilhelm II de Auersperg (1782-1827). En 1851 contrajo matrimonio con la Condesa Ernestine Festetics de Tolna, hija del Conde Ernő János Vilmos. Como murió sin descendencia, fue sucedido por su sobrino Karl Maria Alexander von Auersperg, el hijo de su hermano el Príncipe Adolf von Auersperg.

## Carrera política
Al albur de la nueva era constitucional, en 1861, se convirtió en miembro de la Cámara Alta del Reichsrat y finalmente en su Presidente.
Como representante de los terratenientes liberales de la Dieta de Bohemia, y después como Presidente de la Casa de los Señores austriaca (Herrenhaus), participó de forma conspicua en la defensa del sistema constitucional contra reacciones clericales y feudales y la unión con el Imperio alemán.
Presidió los ministros austriacos como 1.º Ministro-Presidente de la Cileitania como resultado de la reorganización del Imperio que siguió al Compromiso austrohúngaro de 1867. Al final de su mandato continuó siendo un celoso partidario de los gabinetes liberales. Entre el 28 de noviembre de 1871 y el 15 de febrero de 1879, su hermano el Príncipe Adolf Wilhelm Daniel von Auersperg fue también Ministro-Presidente de la Cisleitania (el 8.º).